# 주보영
주보영(본명 : 이보영, 1992년 3월 30일 ~ )은 대한민국의 배우이다.

## 연기 활동

### 영화
- 《폭로》 (2023년) - 수아 역
- 《관계의 가나다에 있는 우리는》 (2021년) - 오지숙 역
- 《소은이의 무릎》 (2019년) - 목발선배 역
- 《세 개의 달》 (2018년) - 지민 역
- 《솧》 (2018년)
- 《공작》 (2018년) - 광고회사 여직원 역
- 《흥부》 (2018년) - 후궁 역
- 《그렌델》 (2017년) - 하늘 역
- 《장수상회》 (2015년) - 웨딩여 (신부) 역

### 드라마
- 《보이스 2》 (2018년, OCN) - 조혜선 역
- 《스타트업》 (2020년, tvN) - 신정 역
- 《오월의 청춘》 (2021년, KBS2) - 박선민 역
- 《스물다섯 스물하나》 (2022년, tvN) - 이예지 역
- 《진검승부》 (2022년, KBS2) - 백은지 역

## 연기 외 활동

### 뮤직비디오
- 스텐딩에그 - 헤어져야 사랑을 알죠
- 다비치 - 너에게 못했던 내 마지막 말은
- 김윤희 - 비가내려
- 멜로망스 - 동화
- 더원 - 해바라기의 약속
- 자우림 - 있지

### 광고
- 네스카페
- SKT 다이렉트샵
- 뱅크샐러드
- 삼성 가전
- 구글
- 맥도날드
- 틴더

## 수상
- 2018년 제16회 아시아나국제단편영화제 단편의 얼굴상